# Castel d'Ario
Castel d'Ario est une commune italienne de la province de Mantoue, dans la région Lombardie.
L'ancienne dénomination Castellaro a été remplacée dans la deuxième moitié du XIXe siècle, en raison de la confusion possible avec d'autres villages homonymes ou homophones.

## Histoire
Le pilote routier Tazio Nuvolari y est né en 1892.

## Administration
| Période                                  | Période | Identité | Étiquette | Qualité |
| ---------------------------------------- | ------- | -------- | --------- | ------- |
|                                          |         |          |           |         |
| Les données manquantes sont à compléter. |         |          |           |         |

### Hameaux
Susano, Villagrossa

### Communes limitrophes
Bigarello, Roncoferraro, Sorgà, Villimpenta